# Ytrac
Ytrac – miejscowość i gmina we Francji, w regionie Owernia-Rodan-Alpy, w departamencie Cantal.
Według danych na rok 1990 gminę zamieszkiwało 3367 osób, a gęstość zaludnienia wynosiła 88 osób/km² (wśród 1310 gmin Owernii Ytrac plasuje się na 61. miejscu pod względem liczby ludności, natomiast pod względem powierzchni na miejscu 111.).